# That's Life!
That's Life! es una película estadounidense de 1986 dirigida por Blake Edwards y con actuación de Jack Lemmon y Julie Andrews. 

## Argumento
Un arquitecto de éxito sufre una crisis de ansiedad el día de su cumpleaños. Ha cumplido sesenta años y siente que ha envejecido de pronto.

## Reparto
| Actor            | Personaje               |
| ---------------- | ----------------------- |
| Jack Lemmon      | Harvey Fairchild        |
| Julie Andrews    | Gillian Fairchild       |
| Sally Kellerman  | Holly Parrish           |
| Robert Loggia    | Padre Baragone          |
| Jennifer Edwards | Megan Fairchild Bartlet |
| Rob Knepper      | Steve Larwin            |
| Matt Lattanzi    | Larry Bartlet           |
| Chris Lemmon     | Josh Fairchild          |
| Cynthia Sikes    | Janice Kern             |
| Dana Sparks      | Fanny Ward              |
| Emma Walton      | Kate Fairchild          |
| Felicia Farr     | Madam Carrie            |
| Theodore Wilson  | Corey                   |

## Premios
- Tanto Jack Lemmon como Julie Andrews fueron candidatos a los Globo de Oro.
- La canción Life in a Looking Glass de Leslie Bricusse y Henry Mancini e interpretada por Tony Bennett fue candidato al Oscar a la mejor canción, a los Globo de Oro y, paradójicamente, en los Razzie como Peor canción original.

## Curiosidades
- Están en el reparto aparecen tanto la hija del director, Jennifer Edwards, (como Megan Fairchild Bartlet); como su hijastara, Emma Walton, (como Kate Fairchild).
- Rodada en color DeLuxe.